# Puchar Polski (województwo pomorskie) w piłce nożnej mężczyzn (2013/2014)
W sezonie 2013/2014 Puchar Polski na szczeblu regionalnym w województwie pomorskim składał się z 2 rund, w której uczestniczyły 4 zespoły: 2 z OPP Gdańsk, 1 z OPP Malbork oraz 1 z OPP Słupsk.
Rozgrywki miały na celu wyłonienie zdobywcy Regionalnego Pucharu Polski w województwie pomorskim i uczestnictwo na szczeblu centralnym Pucharu Polski w sezonie 2014/2015.
Zwyciężyła drużyna Brda Przechlewo, wygrywając w finale po serii rzutów karnych 5:4 z drużyną GOSRiT Luzino. Mecz finałowy odbył się 25 czerwca 2014 roku o godzinie 18:00 na stadionie w Pszczółkach.
| III liga                        | IV liga                                                                | Klasa Okręgowa                 |
| ------------------------------- | ---------------------------------------------------------------------- | ------------------------------ |
| - Cartusia Kartuzy - OPP Gdańsk | - Żuławy Nowy Dwór Gdański - OPP Malbork - GOSRiT Luziono - OPP Gdańsk | - Brda Przechlewo - OPP Słupsk |

## Drabinka[4]
|  | Półfinał                 | Półfinał                 | Półfinał      |               |                 | Finał           | Finał | Finał |  |
|  |                          |                          |               |               |                 |                 |       |       |  |
|  | Brda Przechlewo          | Brda Przechlewo          | 3             |               |                 |                 |       |       |  |
|  | Brda Przechlewo          | Brda Przechlewo          | 3             |               |                 |                 |       |       |  |
|  | Żuławy Nowy Dwór Gdański | Żuławy Nowy Dwór Gdański | 1             |               |                 |                 |       |       |  |
|  | Żuławy Nowy Dwór Gdański | Żuławy Nowy Dwór Gdański | 1             |               | Brda Przechlewo | Brda Przechlewo | 1 (5) |       |  |
|  |                          |                          |               |               | Brda Przechlewo | Brda Przechlewo | 1 (5) |       |  |
|  |                          |                          | GOSRiT Luzino | GOSRiT Luzino | 1 (4)           |                 |       |       |  |
|  | GOSRiT Luzino            | GOSRiT Luzino            | GOSRiT Luzino | GOSRiT Luzino | 1 (4)           | 3               |       |       |  |
|  | GOSRiT Luzino            | GOSRiT Luzino            |               |               |                 |                 |       |       |  |
|  | Cartusia Kartuzy         | Cartusia Kartuzy         | 0             |               |                 |                 |       |       |  |

## Źródła
- 90 minut